# Yie Ar Kung-Fu
Yie Ar Kung-Fu är ett arkadspel utvecklat av Konami 1985. Spelet, som är av kampsportstyp släpptes även 1985-1986 till Commodore 64, Amstrad CPC, MSX och ZX Spectrum. Yie Ar Kung-Fu programmerades av David Collier, grafiken gjordes av Stephen Wahid och musiken av Martin Galway. I loadern till spelet används även låten Magnetic Fields Part 4 av Jean Michel Jarre.
Uppföljaren Yie Ar Kung-Fu II släpptes 1986.